# Loudun
Loudun – miejscowość i gmina we Francji, w regionie Nowa Akwitania, w departamencie Vienne.
Według danych na rok 1990 gminę zamieszkiwały 7854 osoby, a gęstość zaludnienia wynosiła 179 osób/km² (wśród 1467 gmin regionu Poitou-Charentes Loudun plasuje się na 16. miejscu pod względem liczby ludności, natomiast pod względem powierzchni na miejscu 54.).
Wydarzenia w tutejszym klasztorze urszulanek (rzekome opętanie przez diabła) znalazły odzwierciedlenie w literaturze i sztuce (Matka Joanna od Aniołów – opowiadanie i film, Diabły z Loudun – powieść i opera).

## Współpraca
Miejscowości partnerskie:
- Audun-le-Tiche, Francja
- Burgos, Hiszpania
- Leuze-en-Hainaut, Belgia
- Shippagan, Kanada
- Thibodaux, Stany Zjednoczone
- Wagadugu, Burkina Faso